# Академ
Академ (или Экадем, Гекадем: др.-греч. Ἀκάδημος, Ἑκάδημος) — древнегреческий герой, указавший братьям Кастору и Полидевку место, где была укрыта их сестра Елена, похищенная Тесеем. Рассказал Диоскурам, что Елену прячут в Афиднах (местечко в Аттике).
Учреждение праздника Прометея с бегом из рощи Академа в Керамик было описано в трагедии Эсхила «Прометей-огненосец».
Считалось, что Академ похоронен в священной оливковой роще в шести стадиях к северо-западу от Афин, за воротами Эрия, которую он посадил и где находился его дом. В этой роще учил Платон (с 387 г. до н. э.), потом его ученики, и их школа получила название «Академия». Рощу Академа вырубил Сулла, осаждая Афины.